# The Legend of Korra (fumetto)
The Legend of Korra è una serie a manga, continuazione della serie televisiva animata La leggenda di Korra di Nickelodeon, creata da Michael Dante DiMartino e Bryan Konietzko. Cronologicamente, i fumetti hanno luogo dopo il finale della serie, L'ultimo scontro, ultimo episodio della quarta stagione. Sono pubblicati a partire dal luglio 2017 da Dark Horse Comics, la stessa compagnia che pubblica i fumetti Avatar: The Last Airbender. In Italia la pubblicazione è iniziata il 21 ottobre 2021 con il primo fumetto della serie (Mondi Contesi) da parte di Tunuè.

## Storie brevi
I fumetti brevi sono apparsi nei numeri del Free Comic Book Day.
| Titolo           | Data           | Storia                  | Disegni           | Colori            | FCBD numero                                                         |
| ---------------- | -------------- | ----------------------- | ----------------- | ----------------- | ------------------------------------------------------------------- |
| Friends for Life | 7 maggio 2016  | Michael Dante DiMartino | Heather Campbell  | Killian Ng        | The Legend of Korra / How to Train Your Dragon / Plants vs. Zombies |
| Lost Pets        | 5 maggio 2018  | Michael Dante DiMartino | Jayd Aït-Kaci     | Killian Ng        | The Legend of Korra & Nintendo ARMS                                 |
| Clearing the Air | 25 agosto 2021 | Kiku Hughes             | Sam Beck          | Killian Ng        | Avatar: The Last Airbender / The Legend of Korra                    |
| Beach Wars       | 7 maggio 2022  | Meredith McClaren       | Meredith McClaren | Meredith McClaren | Avatar: The Last Airbender / The Legend of Korra                    |

### Patterns in Time
The Legend of Korra: Patterns in Time è un'antologia di graphic novel pubblicata il 30 novembre 2022 con copertina di Sachin Teng. Raccoglie i racconti "Friends for Life", "Lost Pets" e "Clearing the Air". Include anche cinque nuove storie scritte per la raccolta, elencate di seguito.
| Titolo               | Storia               | Disegni              | Colori               |
| -------------------- | -------------------- | -------------------- | -------------------- |
| Skyscrapers          | Rachel Silverstein   | Sam Beck             | Sam Beck             |
| Wisdom               | Blue Delliquanti     | Blue Delliquanti     | Blue Delliquanti     |
| A Change in the Wind | Jen Xu and K. Rhodes | Jen Xu and K. Rhodes | Jen Xu and K. Rhodes |
| Weaver's Ball        | Victoria Ying        | Victoria Ying        | Lynette Wong         |
| Cat-Owl's Cradle     | Delilah Dawson       | Alexandria Monik     | Alexandria Monik     |

## Graphic novel
Una continuazione di The Legend of Korra, la storia dei fumetti è ambientata dopo la serie televisiva.
| Titolo                    | Titolo italiano       | Data             | Data Italia     | Storia                                  | Script                  | Disegni       | Colori                    | Cover                           | Note  |
| ------------------------- | --------------------- | ---------------- | --------------- | --------------------------------------- | ----------------------- | ------------- | ------------------------- | ------------------------------- | ----- |
| Turf Wars                 | Mondi contesi         | 26 luglio 2017   | 21 ottobre 2021 | Michael Dante DiMartino Bryan Konietzko | Michael Dante DiMartino | Irene Koh     | Killian Ng                | Heather Campbell con Jane Bak   | [ 4 ] |
| Turf Wars                 | Mondi contesi         | 17 gennaio 2018  | 21 ottobre 2021 | Michael Dante DiMartino Bryan Konietzko | Michael Dante DiMartino | Irene Koh     | Killian Ng                | Heather Campbell con Killian Ng | [ 5 ] |
| Turf Wars                 | Mondi contesi         | 22 agosto 2018   | 21 ottobre 2021 | Michael Dante DiMartino Bryan Konietzko | Michael Dante DiMartino | Irene Koh     | Killian Ng                | Heather Campbell con Killian Ng | [ 6 ] |
| Ruins of the Empire       | Le rovine dell'impero | 21 maggio 2019   | 4 novembre 2022 | Michael Dante DiMartino Bryan Konietzko | Michael Dante DiMartino | Michelle Wong | Killian Ng                | Michelle Wong con Killian Ng    | [ 8 ] |
| Ruins of the Empire       | Le rovine dell'impero | 12 novembre 2019 | 4 novembre 2022 | Michael Dante DiMartino Bryan Konietzko | Michael Dante DiMartino | Michelle Wong | Killian Ng e Adele Matera | Michelle Wong con Killian Ng    | [ 9 ] |
| Ruins of the Empire       | Le rovine dell'impero | 25 febbraio 2020 | 4 novembre 2022 | Michael Dante DiMartino Bryan Konietzko | Michael Dante DiMartino | Michelle Wong | Killian Ng e Adele Matera | Michelle Wong con Killian Ng    |       |
| Mystery of Penquan Island |                       |                  |                 | Michael Dante DiMartino Bryan Konietzko | Michael Dante DiMartino |               |                           |                                 |       |

## Edizione da collezione
| Volume | Titolo              | Data                                         | Collezione              | ISBN               | Note   |
| ------ | ------------------- | -------------------------------------------- | ----------------------- | ------------------ | ------ |
| 1      | Turf Wars           | 26 marzo 2019 (LE) 15 novembre 2022 (Omni)   | - Turf Wars 1-3         | ISBN 9781506702025 | [ 10 ] |
| 2      | Ruins of the Empire | 22 settembre 2020 (LE) 11 aprile 2023 (Omni) | Ruins of the Empire 1-3 |                    |        |